# قائمة أعمال محمد لطفي جمعة

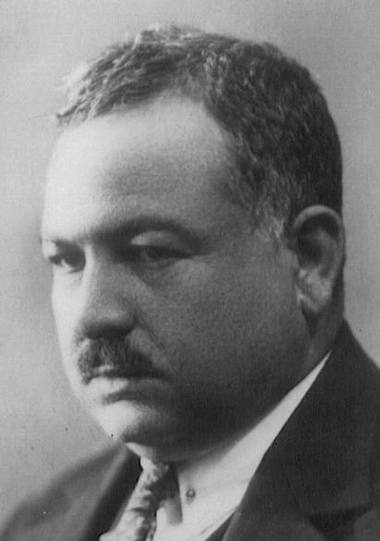
محمد لطفي جمعة

محمد لطفي جمعة (1304 هـ / 18 يناير 1886م - 1373 هـ / 15 يونية 1953م) هو الكاتب والمترجم والروائي والمحامي والناشط السياسي المصري ابن الشريف جمعة أبي الخير شرف الدين الإسكندري الحسيني والسيدة خديجة محمود السنباطي, عمل بالمحاماة وأصبح من كبار محاميي عصره
، كما كان من كبار الكتاب والخطباء والمترجمين. كان عضواً بالمجمع العلمي العربي بدمشق  وكان يجيد الفرنسية والإنجليزية  كما كان له المام بلغات أخرى كالإيطالية واللاتينية والهيروغليفية.
وهذه هي قائمة بكل أعمال ومؤلفاته